# Counting Stars
"Counting Stars" é uma canção gravada pela banda OneRepublic para seu terceiro álbum de estúdio Native, escolhida como terceiro single do álbum. A canção foi composta por Ryan Tedder, produzida pelo mesmo ao lado de Noel Zancanella. Mesmo antes de seu lançamento oficial a canção atingiu o Top 100 das paradas musicais da Alemanha, Canadá, Irlanda e Suíça.
A canção obteve um grande sucesso internacional, se tornando o single mais bem sucedidos banda desde Apologize. Atingiu a 2ª posição na Billboard Hot 100 sendo a terceira canção da banda a atingir o Top 10 e igualando a marca de Apologize. Também chegou ao 1º lugar da parada britânica, sendo assim um fato inédito na carreira da banda, pois o maior sucesso no país teria sido Apologize que atingiu a 3ª posição seguido de Stop and Stare que alcançou o quarto lugar. O single ainda obteve outros grandes números, atingindo o Top 10 de países como Austrália, Alemanha, Irlanda, Nova Zelândia e Áustria.
Em janeiro de 2014 Counting Stars teria atingindo a marca de 3 milhões de cópias vendidas apenas nos Estados Unidos, sendo então a quarta música da banda a atingir tal feito. Além disso a canção ficou entre as 20 canções mais vendidas no mundo em 2013, com vendas de 4,1 milhões.

## Divulgação
A banda se apresentou ao vivo no programa de TV americano Ellen DeGeneres Show em 3 de Junho de 2013, dando início à divulgação da faixa. No dia 8 de junho de 2013, a banda fez uma apresentação na final do The Voice australiano, fazendo com que a canção alavancasse no iTunes de diversos países.

## Recepção da crítica
A canção recebeu em sua maioria criticas positivas, tanto por parte dos críticos musicais quanto dos fans. Elliott Danker em uma critica ao álbum, publicado no Pop Culture, ressaltou que a canção se destaca entre as demais por sua sincronia. Em uma resenha para o álbum Native, SowingSeason do Sputnikmusic, ressaltou que a " Counting Stars é o tipo de música em que OneRepublic sempre teve o potencial para escrever - é peculiar e pouco frequente, indiscutivelmente divertido, e emprega tudo, desde os vocais de grupos como para algo próximo de um solo gospel". Israel Defeo afirmou em sua resenha ao Jamnbop que "'Counting Stars' traz de volta a banda suas raízes. A canção emprega um som nostálgico de Dreaming Out Loud, com uma produção pop/rock misturando elementos independentes, o que torna mais ousado do que suas gravações de estréia. O coro só mostra a diferença, uma vez que não se baseia em ritmos cativantes".
Liana Gangi fez uma resenha integralmente positiva para canção ao Hitz47, analisando-a, "Counting Stars começa com batidas e tom suave, com os vocais realmente brilhando e chamando o público para dentro da música, então, começa com um acústico afiado tocando para fora, cada linha que está sendo pontuada com gritos de bateria e baixo alternada. Os instrumentos constantes e ocupados em manter a música animada e cheia de vida. A letras é poética e reflexiva, fazendo com que o público queira se juntar a ele para "contar estrelas" também. A canção é irresistivelmente otimista e irrevogavelmente cativante, fazendo com que você queira tocar mais e mais."

## Prêmios e Indicações
| Ano  | Prêmio                 | Categoria             | Trabalho Nomeado | Resultado | Ref.   |
| ---- | ---------------------- | --------------------- | ---------------- | --------- | ------ |
| 2013 | World Music Awards     | Melhor Canção         | Counting Stars   | Indicado  | [ 11 ] |
| 2013 | World Music Awards     | Melhor Videoclipe     | Counting Stars   | Indicado  | [ 12 ] |
| 2014 | Billboard Music Awards | Melhor Canção Digital | Counting Stars   | Indicado  | [ 13 ] |

## Videoclipe
O videoclipe da canção foi filmado em 10 de maio de 2013, em New Orleans, Louisiana. Foi dirigido por James Lees, produzido por Kimberly Stuckwisch e lançado oficialmente no canal Vevo da banda em 5 de junho de 2013, pela Interscope Records. O vídeo tem um grupo de pessoas presumivelmente orando e adorando em uma pequena sala, enquanto no porão a banda toca junto com luzes piscando. Ao longo do vídeo um jacaré é visto rastejando através do porão e uma lâmpada rajadas de água pingando.

## Lista de faixas
| Download digital |                                   |         |  |
| N.º              | Título                            | Duração |  |
| 1.               | "Counting Stars"                  | 4:17    |  |
| 2.               | "Counting Stars (Lovelife remix)" | 3:55    |  |

## Paradas Musicais
| Parada (2013)                         | Melhor Posição |
| ------------------------------------- | -------------- |
| Alemanha - (Media Control)            | 3              |
| Alemanha - (Airplay Chart)            | 2              |
| Austrália - (ARIA Charts)             | 2              |
| Áustria - (Austrian Singles Chart)    | 4              |
| Bélgica - (Ultratop - Flanders)       | 22             |
| Brasil (Brasil Hot 100 Airplay)       | 63             |
| Brasil (Brasil Hot Pop Songs)         | 31             |
| Bulgária - (Bulgaria Top 40)          | 7              |
| Canadá - (Canadian Hot 100)           | 1              |
| Dinamarca - (Tracklisten)             | 3              |
| Eslováquia (Slovak Airplay Chart)     | 1              |
| Escócia (Scottish Singles Chart)      | 1              |
| Espanha (Spanish Singles Chart)       | 4              |
| Estados Unidos - (Billboard Hot 100)  | 2              |
| Estados Unidos - (Digital Songs)      | 2              |
| Estados Unidos - (Radio Songs)        | 1              |
| Estados Unidos - (Pop Songs)          | 1              |
| Estados Unidos - (Adult Contemporary) | 1              |
| Estados Unidos - (Adult Pop Songs)    | 1              |
| Estados Unidos - (On-Demand Songs)    | 4              |
| Finlândia - (Finnish Singles Chart)   | 1              |
| França - (French Singles Chart)       | 7              |
| Grécia - (Greece Singles Chart)       | 3              |
| Irlanda - (Irish Singles Chart)       | 2              |
| Itália - (Italian Singles Chart)      | 6              |
| Letónia - (Latvia Singles Chart)      | 1              |
| Luxemburgo - (Singles Chart)          | 6              |
| México - (México Singles Charts)      | 1              |
| Nova Zelândia - (RIANZ Charts)        | 2              |
| Noruega - (Norwegian Singles Chart)   | 4              |
| Países Baixos (Mega Charts)           | 3              |
| Polónia - (Poland Singles Charts)     | 1              |
| Portugal - (Portugal Top 50)          | 3              |
| Reino Unido - (UK Singles Chart)      | 1              |
| Singapura - (Singapore Singles Chart) | 1              |
| Suíça - (Swiss Music Charts)          | 9              |
| Suécia - (Swedish Singles Chart)      | 6              |
| Turquia - (Turkey Singles Charts)     | 10             |

| País           | Associação | Certificação | Vendas     | Ref.          |
| -------------- | ---------- | ------------ | ---------- | ------------- |
| Alemanha       | BVMI       | Platina      | 300,000    | [ 47 ]        |
| Austrália      | ARIA       | 5× Platina   | 350,000+   | [ 48 ]        |
| Canadá         | MC         | 6× Platina   | 460,000+   | [ 49 ]        |
| Dinamarca      | IFPI       | Platina      | 30,000+    | [ 50 ]        |
| Estados Unidos | RIAA       | 5× Platina   | 5,000,000+ | [ 51 ] [ 52 ] |
| Nova Zelândia  | RIANZ      | 2× Platina   | 30,000+    | [ 53 ]        |
| Suíça          | IFPI       | Platina      | 30,000+    | [ 54 ]        |
| Suécia         | IFPI       | 2× Platina   | 60,000+    | [ 55 ]        |
| Reino Unido    | BPI        | 2× Platina   | 1,200,000+ | [ 56 ]        |

| Austrália - (ARIA Charts)               | 8  |
| Áustria - (Austrian Singles Chart)      | 32 |
| Canadá - (Canadian Hot 100)             | 70 |
| Estados Unidos - (Adult Pop Songs)      | 26 |
| Estados Unidos - (Billboard Hot 100)    | 63 |
| Irlanda - (Irish Singles Chart)         | 13 |
| Nova Zelândia - (NZ Top 40)             | 12 |
| Reino Unido - (Official Charts Company) | 9  |
| Suíça - (Swiss Music Charts)            | 38 |
| (2014)                                  |    |
| Canadá - (Canadian Hot 100)             | 2  |
| Estados Unidos - (Billboard Hot 100)    | 5  |
| Estados Unidos - (Pop Songs)            | 2  |
| Estados Unidos - (Radio Songs)          | 4  |